# Тимонін Олександр Андрійович
Олександр Андрійович Тимонін (нар. 24 липня 1952) — радянський та російський дипломат, кореєзнавець.

## Біографія
Закінчив Інститут країн Азії та Африки при МДУ ім. М. В. Ломоносова (1975) та Вищі дипломатичні курси при Дипломатичній академії МЗС Росії (1999). Кандидат історичних наук (1979). На дипломатичній роботі з 1980 року.
- В 1975—1980 роках — на науково-викладацькій роботі в Інституті країн Азії та Африки при МДУ.
- В 1987—1992 роках — перший секретар, радник посольства СРСР, Росії в КНДР.
- В 1999—2000 роках — радник-посланник посольства Росії в КНДР.
- В 2000—2004 і 2006—2011 роках — радник-посланник посольства Росії в Південній Кореї.
- В 2004—2006 роках — заступник директора Першого департаменту Азії МЗС Росії, заступник керівника російської делегації на шестисторонніх переговорах щодо врегулювання ядерної проблеми Корейського півострова.
- В 2011—2012 роках — посол із особливих доручень МЗС Росії.
- Із 5 квітня 2012 по 26 грудня 2014 року — Надзвичайний і Повноважний Посол Росії в КНДР[1][2].
- Із 26 грудня 2014 по 18 липня 2018 року — Надзвичайний і Повноважний Посол Росії в Республіці Корея[3][4].

## Дипломатичний ранг
Надзвичайний і Повноважний Посланник 1 класу (30 липня 2012).

## Родина
Одружений, має доньку.

## Праці
Є автором понад 20 робіт із кореєзнавства. У тому числі:
- Об идеологических концепциях военно-бюрократического режима в Южной Корее (1961-63 гг.) // Вестник Московского университета. Сер. XIII. Востоковедение. — М., 1977, № 4.
- Политические реформы 1972 г. в Южной Корее // Дальний Восток. История и экономика. — М., 1977.
- Корейская Народно-Демократическая Республика. Справочник. — М.: Политиздат, 1988. — 109 с. (спільно з А. Т. Іргебаєвим).
- 러시아, 한반도 등거리 외교로 선회 (Про збалансовану дипломатію Росії на Корейському півострові) // 시사저널 (Weekly News Magazine). Seoul, 1994, № 263, pp. 82-84. (кор.)
- Російсько-корейське співробітництво та зміцнення безпеки на Корейському півострові та в Азіатсько-Тихоокеанському регіоні // Чун-Со єнгу (Sino-Soviet Studies). — Сеул, 1994, № 1. (кор.)
- 북러 경제관계의 현황과 전망 (Про стан та перспективи розвитку російсько-корейських економічних відносин) // 통일 경제 (The Reunified Korean Economy). Seoul, 1995, № 7, pp. 47-54. (кор.)
- Trilateral Economic Cooperation Between Russia, South Korea and North Korea // The Economics of Korean Reunification. Seoul, 1996, October. (англ.)
- Про стан та перспективи розвитку економічних зв'язків Росії та КНДР // 북한 경제의 오늘과 내일 (Економіка Північної Кореї: сьогодні та завтра). Seoul, 1996, pp. 260—271. (кор.)
- On the Prospects of Trilateral Science and Technology Cooperation between Russia, the ROK and North Korea (Про перспективи тристоронньої науково-технічної співпраці між Росією, РК та КНДР) // The Economics of Korean Unification (Економіка об'єднаної Кореї). 1997, pp. 36-44.(англ.)
- Реалии и мифы южнокорейского «экономического чуда» // Азия и Африка сегодня. 1997, № 8. (спільно з І.Гладковим).
- 21세기 한러 협력과 시베리아 횡단철도 (Про російсько-південнокорейське економічне співробітництво у XXI столітті) // 교통 (Monthly Magazine on Transportation Policy) (Сеул). 2003, № 9, pp. 37-41. (кор.)
- Приветственная речь // Корея: новые горизонты. — М.: ИДВ РАН, 2005. С. 16-18.